# NGC 3016
NGC 3016 is een spiraalvormig sterrenstelsel in het sterrenbeeld Leeuw. Het hemelobject werd op 21 maart 1854 ontdekt door de Ierse astronoom William Parsons.

## Synoniemen
- UGC 5266
- MCG 2-25-40
- ZWG 63.77
- IRAS 09471+1255
- PGC 28269